# Lioubachivka

Lioubachivka (ukrainien : Любаші́вка, russe : Любашёвка, Lioubachiovka) est une commune urbaine de l'oblast d'Odessa, en Ukraine. Elle compte 8 876 habitants en 2021.